# Taxi (2015)
Taxi (ook wel Taxi Teheran; Perzisch: تاکسی) is een Iraanse film uit 2015, geschreven en geregisseerd door Jafar Panahi. De film ging in première op 6 februari op het Internationaal filmfestival van Berlijn 2015 in de competitie en won de Gouden Beer.

## Verhaal
Een taxi rijdt doorheen de straten van Teheran met Jafar Panahi achter het stuur. Elke passagier die instapt wordt geïnterviewd door Panahi met een camera op het dashboard. Door de gesprekken met de verschillende passagiers wordt een beeld van het hedendaagse leven in Iran geschetst.

## Rolverdeling
| Acteur       | Personage     |
| ------------ | ------------- |
| Jafar Panahi | taxichauffeur |

## Productie
De film werd stiekem gefilmd omdat Panahi al jarenlang een filmverbod heeft in Iran en werd vervolgens naar Berlijn gesmokkeld. Omdat Panahi nog steeds het land niet uit mag, werd de Gouden Beer op het filmfestival van Berlijn in ontvangst genomen door zijn nichtje Hana Saeidi.

## Prijzen en nominaties
| jaar | prijs                                   | categorie   | genomineerde(n) | uitslag  |
| ---- | --------------------------------------- | ----------- | --------------- | -------- |
| 2015 | Internationaal filmfestival van Berlijn | Gouden Beer | Gouden Beer     | Gewonnen |